# 奈良県道162号御所停車場線
奈良県道162号御所停車場線（ならけんどう162ごう ごせていしゃじょうせん）は、奈良県御所市を通る一般県道である。

## 概要
御所市JR御所駅前通りから御所市南中町に至る。
JR西日本和歌山線 御所駅前から御所市中心部の旧市街を通る。

### 路線データ
- 起点：御所市JR御所駅前通り（JR西日本和歌山線 御所駅前）
- 終点：御所市南中町（豊年橋交差点、奈良県道118号御所高取線交点）

## 地理

### 通過する自治体
- 奈良県
  - 御所市

### 交差する道路
| 交差する道路            | 交差する場所 | 交差する場所        |
| ----------------------- | ------------ | ------------------- |
| 奈良県道118号御所高取線 | 南中町       | 豊年橋交差点 / 終点 |

### 沿線
- JR西日本和歌山線 御所駅
- 御所中央公園
- 御所市役所